# 謝爾比夫齊
48°49′41″N 27°23′8″E / 48.82806°N 27.38556°E
謝爾比夫齊（烏克蘭語：Щербівці），是烏克蘭西部的村莊，隸屬赫梅利尼茨基州的卡緬涅茨-波多利斯基區。該村始建於1442年，面積2.07平方公里，海拔高度208米，2001年人口355，人口密度每平方公里171.3人。